# 親衛隊第12師
親衛隊第12師「希特勒青年團」（德語：12. SS-Division „Hitlerjugend“）是隸屬武裝親衛隊的师團，活躍於東西兩線。作為武裝親衛隊的一师，是紐倫堡審判中的戰爭犯罪組織。特別是由於諾曼第戰役中第一日所展現的兇殘行為更確立它的污名。
希特勒青年团装甲师是唯一主要由希特勒青年团成員組成的师團，應徵入伍的都是在1926年出生的，軍士及軍官都是東線中富有經驗的老兵。

## 战史

### 組成及訓練
將武裝親衛隊和希特勒青年团組合的構思是由中將戈特洛布·贝格尔在1943年所提出的，他和希姆萊商議有關論點，希姆萊隨後成為了熱心的擁護者。
希特拉批准了一份將所有於1926年出生的团員編為一師的計畫書，他自己亦熱衷於相關概念。1943年2月10日官方發佈了一項建立希特勒青年团师的批示。贝格尔自薦為該師指揮官，但希姆萊選擇了第一阿道夫·希特勒警衛旗隊裝甲師（LSSAH）的老兵，團隊長弗里茨·維特。
官方舉辦了新部隊徽章設計比賽，幾千個作品中入選作品中的勝出設計繪出了希特勒青年团的盧恩字母“sigrune”交錯於代表“阿道夫·希特勒警卫旗队”装甲擲彈师的鑰匙。由1943年9月1日開始，多達16,000名团員入伍及完成6個月的基本訓練並列入“‘希特勒青年团’装甲擲彈师”。訓練維持於比利時林堡省利奥波茨堡的贝弗洛营，該師收到改組為装甲师的通知，重新定名為“親衛隊第12装甲师‘希特勒青年团’”（12. SS-Panzerdivision "Hitlerjugend"）。由於很多新兵都很年少，所以以糖果代替基本的煙與酒的配給，而且還有牛奶供應。在同年10月下旬，最終定名為“親衛隊第12師‘希特勒青年團’”（12. SS-Division „Hitlerjugend“）。
成長於納粹黨宣傳之下的希特勒青年团，狂熱於忠誠納粹的理想，但卻缺乏任何軍事才能。為了提供一個熟練的骨幹部隊作指揮，警卫旗队的老兵分派到希特勒青年团师作為軍官或軍士。其訓練是與其他單位不同的，維特領悟到該師若要儘快進入作戰狀態，需忽略規則而重視作戰方案及實彈射擊訓練。該師鬥志異常地高，同時師中成員彼此的信賴和尊重，使人員之間的關係更為密切。1944年3月，希特勒青年团装甲师被認為已可預備服役，並移到下諾曼第卡昂，組成德國装甲預備軍之一的裝甲兵團西隊。
1944年的整個春天，該师繼續在卡昂周圍訓練，熟悉卡昂及附近地形。並證明了這對未來的幾個月起了巨大的作用。5月27日，維特慶祝36歲生日及晉升為旅隊長。一個装甲擲彈兵敘述該日有「和平的節日氣氛」，但這很快便破滅了。
1944年六月初，該师已進入作戰狀態。並有81輛豹式戰車A/G型和104輛四號戰車H/J型，配備追獵者式驅逐戰車、四號驅逐戰車 L/70、3輛原型旋風式防空戰車，以及一些20毫米、37毫米和88毫米高射砲、野蜂式自走砲、黃蜂式自走砲、SIG 33榴彈砲及可拖行的標準砲兵裝備。
但反戰車部隊黨衛隊第12反戰車營（Panzeraufklärungsabteilung 12），則並未進入作戰狀態，其追獵者式驅逐戰車數量也不足。

### 阿斯克大屠杀
该师在前往诺曼底的途中进行了第一次屠杀。 1944年4月1日，该师在法国阿斯克处决了86名法国男子，这是对平民所在铁路遭到破坏后的报复。车队指挥官、党卫军上级突击队大队长沃尔特·豪克（Walter Hauck）命令部队搜查并逮捕轨道两侧房屋中的所有男性成员。 总共有70名男子在铁路线旁被枪杀，另有16人在村里被杀。 1949年，豪克在法国里尔受审，并被判处死刑。 他的刑期后来被减为无期徒刑。 1957年，他被进一步减刑后获释。

### 諾曼第
1944年6月6日D日，西線盟軍發動了大君主作戰進攻諾曼第。希特勒青年团装甲师以及第21装甲师是最靠近灘頭的装甲部隊。由於需要希特拉的批准，青年团装甲师直至該日14:30才到達前線。該師推進至宝剑海滩（Sword Beach）和朱诺海滩（Juno Beach）附近，但不斷遭到盟軍戰機的牽制。青年团装甲师的前鋒部隊到6月6日22:00時才到達接近埃夫勒西的集合地點。
7月7日旗隊長庫爾特·邁爾（外號「裝甲邁爾」）的武裝親衛隊第25装甲擲彈兵團，與武裝親衛隊高级突击队中队领袖马克斯·温舍的武裝親衛隊第12装甲團的第2營一起反擊來攻的加拿大步兵與裝甲車，並伴隨著砲兵火力支援，並推進到幾英里外的海岸邊。以邁爾的話來說，他們正「把小魚拋回海中」。儘管他們在欧蒂擊毀許多加拿大軍的戰車，並攻擊北新斯科舍高地連，但他們仍未能突破來攻的加拿大軍。邁爾在東線戰場曾依賴快速打擊使其部隊處於優勢，但在諾曼第戰役中，由於雙方都有必要探查周圍環境，偵察往往是進攻要素。在邁爾開始計劃攻擊前的一小時前，第25裝甲擲彈兵團已被迫向加拿大先頭部隊的側面發動襲擊。
由於缺乏其他部隊在側翼的支援及偵察情報，雖然青年團裝甲師的襲擊起初很成功，但很快便喪失優勢。欧蒂的北新斯科舍高地連（North Nova Scotia Highlanders）爭取時間為其他連和團建立防禦陣地。反擊開頭的幾分鐘內，青年团装甲师的四號戰車和反戰車砲使舍布鲁克火枪团（Sherbrooke Fusiliers Regiment）損失了超過25輛謝爾曼戰車。青年团装甲师設法將部分加拿大先頭部隊逼退兩英里，但剩下的北新斯科舍高地連在沒有砲兵和裝甲車的支援下，仍阻止了第25裝甲擲彈兵團的推進，並建立了牢固的防禦工事。
根據加拿大戰俘的敍述，青年团裝甲師的成員遭到嚴重的挫敗，並在盛怒下多次槍斃、用棍打死、甚至用貨車輾過走過的北新斯科舍高地連戰俘。雙方傷亡人數差不多相等。大家都有接近80人被殺，並有大約175人受傷和被俘，在這場艱難和血腥的戰鬥中打成平手。

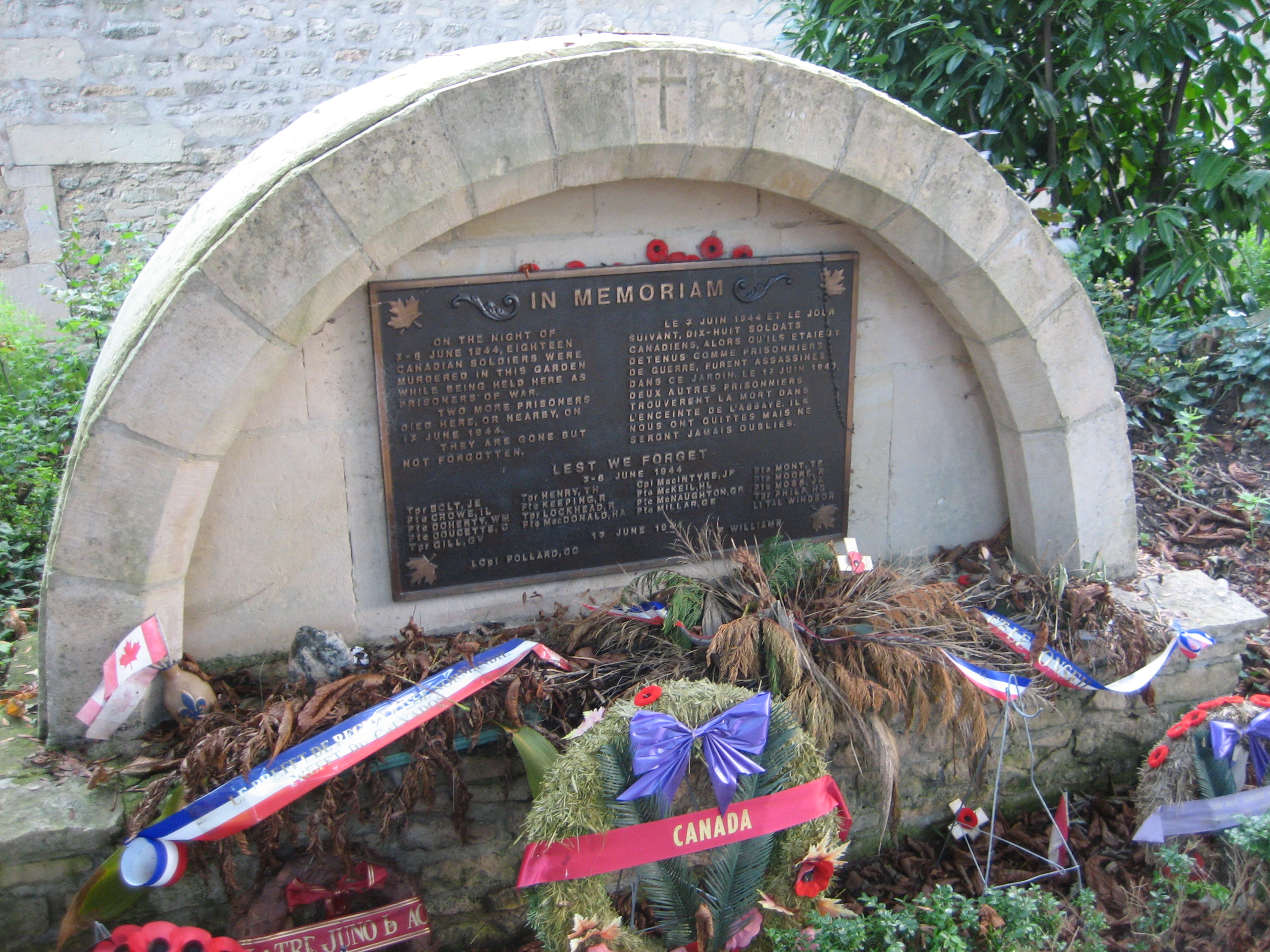
阿登修道院死难者纪念碑

邁爾在阿登修道院（Ardenne Abbey）設立指揮所，那兒的塔樓提供了一個非常好的郊外景色。在6月7日黃昏，當他正部署部隊的下一步行動時，也在修道院外審問另外18個加拿大人並將他們處決。在幾個團的記錄中，總計超過100個加拿大戰俘向希特勒青年团师投降後被殺。邁爾的團在欧蒂和比龙（Buron）附近部署，在適當的位置掩護重要的卡尔皮凯飛機場。被迫留下遏制北新斯科細亞高地旅，無法在翌日第26裝甲擲彈兵團的進攻中作出支援。直至7月8日被加拿大高地輕步兵在慘烈的白刃戰中擊退。
6月8日武裝親衛隊第26裝甲擲彈兵團在上級突擊隊大隊領袖威廉·蒙克的指揮下抵達戰場。邁爾的攻勢推後了一部份加拿大先鋒隊伍但另一旅又控制了在德軍防線內兩英里的一些村落。他們在邁爾的團和第26裝甲擲彈兵團的背後穿過並在西面建立據點。在計劃和調整位置後，第26裝甲擲彈兵團向贝桑地区诺雷發動一個有力的猛攻，衝過加拿大部隊並在其及在西面的英國師間撕開一個楔形。由於再一次在缺乏任何加拿大人據點資訊，使青年团裝甲師步兵盲目地猛烈衝向一個滿天砲火的漩渦之中。
在邁爾的戰鬥後大約8個小時，於00:33時發動的這次襲擊，只有最初時的成功。不同的連不能協調他們對加拿大人的進攻。儘管因為青年團裝甲師步兵不斷的嘗試而引發重大傷亡，渥太华卡梅伦高地連（Cameron Highlanders of Ottawa）的火砲以及重機槍對潰毀黨衛軍攻勢起了重大作用。而皇家里贾纳步兵团（The Royal Regina Rifles）盡力防守迫使青年團裝甲師第1團後退。
在加拿大人的右方，第2團攻擊守衛贝桑地区皮托周邊村莊的皇家温尼伯步兵团（Royal Winnipeg Rifles）。他們設法衝入村內並包圍敵方的幾個連，成功击退温尼伯步兵团，造成温尼伯步兵团有256人傷亡，其中175人成為俘虜。加拿大裔蘇格蘭人於20:30時發動還擊，收復了贝桑地区皮托，第2團撤離並於村莊的南部建立據點。6月8日黃昏加拿大人正在卡昂和卡尔皮凯飛機場附近關鍵地區內的穩固陣地守衛，由6月8日至10日的對贝桑地区诺雷和布雷特维尔-洛格约斯更進一步的攻擊仍不能摧毀加拿大人的防禦。
雙方都遭受龐大的傷亡數字，同時很多加拿大士兵被俘後遇害。突擊隊大隊領袖格哈德·布雷默（Gerhard Bremer）所指揮的黨衛軍第12偵察營參與了6月8日的攻擊，並須負上殺害10多名加拿大俘虜的責任。布雷默據記錄也親自參與有關謀殺。蒙克的第26裝甲擲彈團的第2團殺死20人，大部分是於皮托的温尼伯步兵团成員。守衛皮托的温尼伯步兵团在被俘虜之前已遭受第2團引起的巨大損傷，但被謀殺後的屍體則在村外發現。

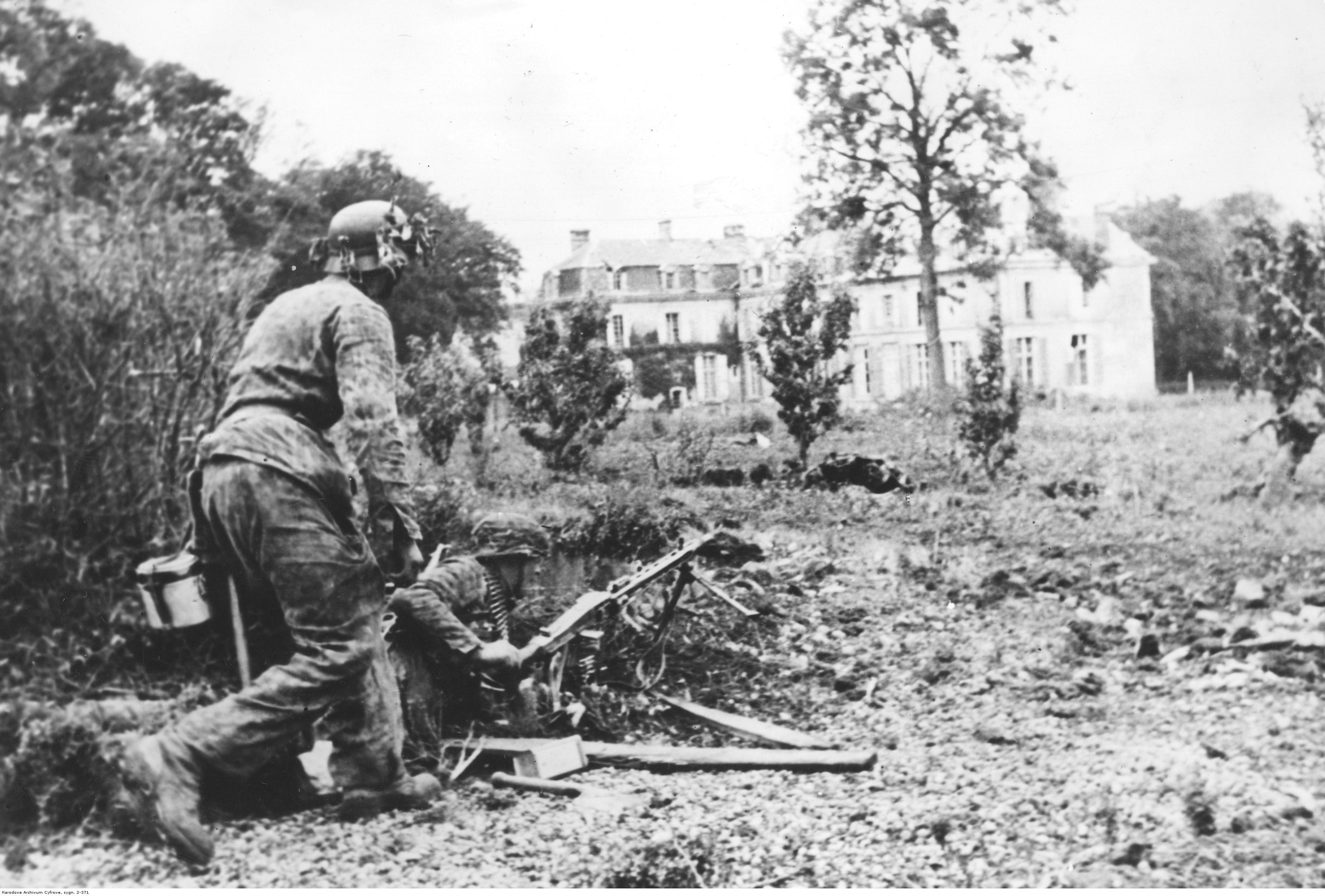
1944年诺曼底，第12師的士兵

戰事之後，黨衛軍第12偵察營部署到蒙克的團的西面，直至8月6日傍晚第12營（Abteilung 12）不能將加拿大人迫回海中，但他們有效地制止了加拿大第3步兵師向卡昂的攻擊，而這些第3步兵師正是能夠於D日中達到指定目標的僅有隊伍。
不管青年團裝甲師的反擊有多兇猛和地區性的勝利，他們不能完成將盟軍趕回大海的任務。當英軍到達並加以支援第3步兵師時，英軍並建立建立一條堅固的防線使他們能在未能再次發動攻勢。盟軍已經牢固於歐洲大陸之上，塵埃落定，最終致使諾曼第得到解放。
6月14日英國海軍砲火擊中位於沃努瓦（Venoix）的青年團裝甲師司令部，殺死維特的同時使整師失去指揮。33歲的「裝甲邁爾」被任命為指揮官，成為在交戰兩方中最年輕的指揮官。
超過4個星期，儘管盟軍的先頭部隊的數量和氣勢具壓倒性優勢，他們仍設法阻止所有盟軍攻佔卡昂的嘗試。戰鬥中的慘烈接近甚至超過德軍在東線所遇到的一樣。（同時，邁爾犯上戰爭犯罪，他命令手下不可接收戰俘，婉轉的說，是要把他們殺掉），而盟軍沒有類似的命令而且大概也沒必要。一次又一次使盟軍部隊驚駭和悲傷的青年團裝甲師只得慘痛的下場。縱使他們多次分解盟軍的主要攻勢，遭受重大的損失，並於6月的第1個星期，邁爾忽視守住卡昂北面防線的命令又撤出卡昂南筋疲力盡的餘部。由D-日起計，直至7月9日已有4,000人死亡和超過8,000人受傷及失蹤。
青年團裝甲師得到一點喘息後，於7月19日亦開始抵抗英裔加拿大人的古德伍德行动（Operation Goodwood）。隨後青年團裝甲師離開戰線以作為第1黨衛隊裝甲軍的預備隊。他們認為與其休息和整修，持續的消防隊的行動。8月初，青年團裝甲師開始加以防衛以遏止兩個盟軍軍事行動， 總計行動以及溫順行動。在總計行動開始的時候，青年團裝甲師剩餘的60輛裝甲車要面對加拿大第1軍團超過600輛的戰車。儘管這些差異，該師仍設法在行動短期使盟軍停止進攻。 
在諾曼第戰役的最後階段，已縮減到數千人與少量運載車輛的希特勒青年团裝甲師以幾近瘋狂的抵抗努力保持法萊茲口袋敞開以幫助落入圈套的德軍逃脫。絕望的戰鬥中，裝甲團指揮马克斯·温舍（Max Wünsche）被英軍俘獲。8月20日袋口崩潰，數以萬計德軍第7軍團的部隊被俘。潰散的殘餘各師退回塞納河的另一岸。
諾曼第之役令希特勒青年团裝甲師確立起他們兇猛好鬥的名聲，但屠殺加拿大戰俘的形為卻也永遠地玷污了他們的徽章。

### 守望萊茵
青年团装甲师得到了短暫的喘息，但在沒有任何增援部隊或裝備補充的情況下，很快又投入戰鬥，參與比法邊境間的撤退戰。1944年9月時，全師人數少於2,000人，而沒有任何裝甲車及重型裝備。9月6日庫爾特·邁爾被比利時游擊隊俘虜。邁爾脫下黨衛軍制服而換穿國防軍制服。在一片撤退的混亂中，青年团裝甲師無法營救邁爾。武裝親衛隊一級突擊隊大隊長胡贝特·迈尔（Hubert Meyer）成了該师的指揮官。
1944年11月青年团装甲师離開了戰線，並轉移到德國宁堡進行重組，大部分補充人員來自德國空軍和德國海軍人員中，重組後的装甲师已不如在1944春所誇耀的那般優秀。該月下旬，當時是武裝親衛隊上級突擊隊大隊長的胡戈·克拉斯（Hugo Kraas）代替胡贝特·迈尔的職務，而青年团装甲师附屬於武裝親衛隊最高集团领袖約瑟夫·迪特里希的黨衛軍第六裝甲軍團，正準備守望萊茵（第二次阿登戰役，就是著名的突出部之役），收復安特衛普並企圖以此遏止盟軍推進。
1944年12月16日行動展開。黨衛軍第1警衛旗隊裝甲師的約亨·派佩爾戰鬥群作為先頭部隊衝過敵軍的陣線。希特勒青年团裝甲師跟隨戰鬥群並擴張缺口，但由於德軍第12國民擲彈兵師發生車禍而動彈不得。當他們到達前線時，遇到駐紮在埃尔森博恩山脊（Elsenborn Ridge）的美軍強烈抵抗。儘管作出很大的努力，仍無法擊破美軍防線。結果，青年团装甲师被迫轉左並隨著警衛旗隊裝甲師餘部前進。防守的美軍成功阻止青年团裝甲師達成其目標，並且在在消滅派佩爾戰鬥群後阻止迪特里希所部軍隊推進。
接近年末，青年团装甲师轉移到南面參與圍攻巴斯托涅的戰鬥，並在巴斯托涅周圍激烈戰鬥。1945年1月18日，青年团装甲师隨著其他德軍被美軍推回原來位置。

### 奧匈兩境
1945年1月20日迪特里希指揮的第6裝甲軍向西的匈牙利作出攻勢以奪回油田以及開路到布達佩斯，拯救被包圍的45,000名武裝親衛隊第6山地軍人員。
當在運輸青年團裝甲師的過程中，武裝親衛隊第4裝甲軍發動了幾次失敗的解圍行動。希特拉青年團裝甲師並排著警衛旗隊作為武裝親衛隊第1裝甲軍的一部份，於1945年2月初於布達佩斯陷落前幾天到達匈牙利。又投入攻擊艾斯特根橋頭堡，一個由蘇軍於多瑙河附近組成的堅固突出部的戰鬥。青年团装甲师和警衛旗隊都打得很好，而且在2月底便摧毀了橋頭堡。
青年团装甲师接著又參與了春季覺醒行動，藉以重奪匈牙利油田。為了保密這個行動，希特拉不許部隊在進攻前對戰場加以偵察，而於1945年3月6日突然發動進攻。春天的積雪解凍使德軍的攻擊只局限於少而狹窄的道路上，在起初的勝利後，蘇軍的開始反擊和包圍迫使德軍中止計劃。行動失敗後，希特拉失去對武裝親衛隊的信任，並向有關師團人員取回已發出的榮譽袖標。由於對命令的憤慨，迪特里希拒絕傳遞有關指令。
3月中旬，蘇軍在施图尔韦森堡附近強力反擊，把“巴爾克”集團軍分為兩半並使德軍向維也納撤退。青年团装甲师參與了多個鋌而走險的後衛行動，並於4月13日從維也納撤退。經過厄登堡和希尔滕贝格，該师到達奧地利林茨，接近美軍防線。1945年5月8日，該師的10,000名殘部在恩斯河附近向美軍投降。為了表示最後的反抗和對盟軍的藐視，希特勒青年团装甲师拒絕如美軍指示在車輛上掛上白旗。

## 戰爭罪行
總計超過100個加拿大士兵被俘虜他們的第12希特勒青年团装甲擲彈師處決。隨後的事充分地紀錄於霍华德·马戈利安（Howard Margolian）的Conduct Unbecoming: The Story of the Murder of Canadian Prisoners of War in Normandy一書中。
在希特勒青年团装甲师於1944年首次作戰後，交戰雙方都作出暴行（例如加拿大士兵殺害裝甲教導師中投降的成員，以及在1944年6月8日，律师学院团 (Inns of Court Regiment) 團員虐待和殺害卢克森贝格尔（Luxenberger）上校）。同一天36個加拿大人被威廉·蒙克的黨衛隊第26裝甲擲彈團處決。同樣，李爾裝甲師的偵察連再殺死了12個戰俘。
在1944年6月7日和6月8日之間，加拿大戰俘在卡昂以南的阿登修道院被库尔特·迈尔的黨衛隊第25裝甲擲彈團處決。由於這是迈尔指揮所，他和他的下級，在戰後被起訴。戰爭罪行法庭的證詞中同時指出迈尔己預期在隨後的戰鬥中不再捕獲任何戰俘。

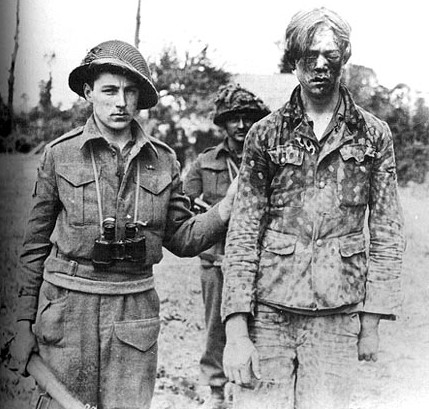
1944年8月9日，一個俘獲的希特勒青年团装甲擲彈兵。加拿大的官方公共資料庫在照片拍攝一個正在討論中的行動的一個月才後加上了對這照片的說明，除了所屬師团外沒有任何有關這戰俘的資料。儘管在青年团已經停止殺害加拿大人，他的傷痕經常推測為毆打引致的。

由6月6日到17日，有很多不利於希特勒青年团的申述。由於他們苛刻的紀律以及在政治上教化和狂熱，在卡尔皮凯、欧蒂和比龙附近的戰鬥中，年輕的希特勒青年团擲彈兵都鼓勵屠殺戰俘，有12個党卫队軍官反對相關謀殺，他們的觀點在兩星期內廣泛流行。
戰後，由於縱容殺死加拿大和英國籍戰俘，迈尔被加拿大軍事法庭判處死刑。起訴的重任落於扬·耶肖内克（Jan Jesionek）之上。耶肖内克是一個由於擅離崗位而被徵召入党卫队的波蘭人。但經過熟慮後耶肖内克證詞無疑是不誠實的，1946年1月，詳盡地考慮所有證據後，加拿大少將克里斯托弗·沃克斯（Christopher Vokes）判處迈尔終身監禁。沃克斯承認到很難於激烈的戰鬥中分辨出誰殺死敵人或屠殺戰俘。沒有證據證明迈尔命令謀殺加拿大戰俘，但是表面證據清楚地指出許多手無寸鐵的加拿大人被殺害。同時作為指揮官，迈尔雖然無罪但應負上責任。於迈尔在阿登修道院的司令部範圍內射死戰俘的行為最應受譴責。沃克斯認為激烈中有戰鬥人員在嘗試投降中遭處決是在所難免。但是有加拿大人於迈尔的司令部內處決的實際證據和德軍證詞是不容忽視的。1954年9月7日，由於幾個在諾曼第面對過他的加拿大和英國軍官的證詞，他在獄中獲釋。
威廉·蒙克的個案最難以理解。他在戰後幾年被英國、加拿大和美國就戰爭中的個別事件指控。第1個個案，1940年，在入侵比利時的一個進攻後，部分阿道夫·希特勒警卫旗队的第2營成員，在親衛隊高級突擊隊領袖威廉·蒙克的指揮下，錯誤地通報師指揮官迪特里希被殺。造成有名的沃尔穆特大屠殺（Wormhoudt massacre），為了報復迪特里希的死亡，大約80個皇家沃里克郡团（Royal Warwickshire Regiment）第2營的英軍戰俘被殺。發生了大屠殺後，儘管無法知道蒙克參與的程度，他本人從未面對這無充分證據的指控 （參見）。 
有些青年团第26裝甲擲彈團需要為6月8日的屠殺負上責任，在威廉·蒙克接手警衛旗隊加入突出部之役後，他的手下引發了美國人熟悉的馬爾梅第大屠殺。但是沒有國家成功應召他作出審判。

## 指揮官
- 武裝親衛隊旅隊領袖弗里茨·維特（Fritz Witt，1943年6月24日-1944年6月14日）
- 武裝親衛隊旅隊領袖库尔特·迈尔（Kurt Meyer，1944年6月14日-1944年9月6日）
- 武裝親衛隊上級突擊隊大隊長胡戈·克拉斯（Hugo Kraas，1944年9月6日-1944年10月24日）
- 武裝親衛隊旅隊領袖弗里茨·克雷默（Fritz Kraemer，1944年10月24日 - 1944年11月13日）
- 武裝親衛隊旅隊領袖胡戈·克拉斯（1944年11月13日-1945年5月8日）

## 编成
- 第25親衛隊装甲擲彈步兵團
- 第26親衛隊装甲擲彈步兵團
- 第12親衛隊戰車團
- 第12親衛隊砲兵團（SS-Panzer Artillerie Regiment 12）
- 第12親衛隊摩托化衛隊團（SS-Kradschutzen-Regiment 12）
- 第12親衛隊偵察營（SS-Aufklarung-Abteilung 12）
- 第12親衛隊反戰車營（SS-Panzerjäger-Abteilung 12）
- 第12親衛隊高砲營（SS-Flak-Abteilung 12）
- 第12親衛隊工兵營（SS-Pioneer-Abteilung 12）
- 第12親衛隊裝甲通信營（SS-Panzer-Nachrichten-Abteilung 12）
- 第12親衛隊維修（隊）（SS-Instandsetzungs 12）
- 第12親衛隊補給部隊（SS-Nachschub Truppen 12）
- 第12親衛隊貿易團（SS-Wirtschafts Battalion 12）
- 第12親衛隊戰情報告排（SS-Kriegsberichter-Zug (mot) 12）
- 第12親衛隊憲兵連/部隊（SS-Feldgendarmerie-Kompanie/Trupp 12）
- 第12親衛隊野戰郵局（SS-Feldpostamt (mot) 12）
- 第12親衛隊衛生營（SS-Sanitäts-Abteilung 12）

## 外部連結
- Hitler's Baby Division（希特勒的嬰兒部隊）
- 12th SS Panzer Division Hitlerjugend entry at Axishistory.com（十二希特勒青年团装甲师）（页面存档备份，存于）
- 1944年六月被殺的加拿大戰俘列表
- （页面存档备份，存于）一些屠殺事件的敍述